# Popillia quelpartiana
Popillia quelpartiana är en skalbaggsart som beskrevs av Ohaus 1924. Popillia quelpartiana ingår i släktet Popillia och familjen Rutelidae. Inga underarter finns listade i Catalogue of Life.